# Адриана Бараса
Адриана Бараса Гонсалес (на испански: Adriana Barraza González) е мексиканска актриса и режсисьор. Тя има обширна кариера в киното и телевизията, която обхваща пет десетилетия от 1972 г. насам с проекти както в Америка, така и в Европа, както и четири десетилетия като преподавател по актьорско майсторство от 1978 г. насам. Тя е номинирана за Оскар през 2006 г. за най-добра актриса в поддържаща роля. Носителка е на почетната награда на Награди „Платинум“ 2018, проведена в Ривиера Мая.

## Ранен живот
Адриана Бараса е родена на 5 март 1956 г. в Толука, щата Мексико, в семейството на Селия Гонсалес Флорес и фермера Едуардо Бараса Карал. Когато Адриана е на 10-годишна възраст, майка ѝ умира от миокардит. Самата Бараса преживява два инфаркта. Актрисата има сестра на име Мария Еухения и трима братя – Едуардо, Порфирио и Хосе.

## Кариера
През 1985 г. Бараса се премества в град Мексико, за да работи като театрален режисьор. От 1985 г. участва и режисира мексиканското телевизионно шоу Жени, случаи от реалния живот, продуцирано от актрисата Силвия Пинал. През 1995 г. участва в теленовелите Под същото лице, Гълъб и Империя от кристал. През 1997 г. участва в теленовелата Някога ще имаме криле.
Своя телевизионен режисьорски дебют прави през 1999 г. във втората част на теленовелата Есперанса, продуцирана от Карлос Морено, с участието на Едит Гонсалес, Фернандо Колунга и Алма Муриел. През 2000 г. режисира младежката теленовела Лудо влюбени, продуцирана от Роберто Гомес Фернандес, в която участват Хуан Солер, Адриана Нието, заменена в последните епизоди от Иран Кастийо, Лайша Уилкинс, Роса Мария Бианчи, Хуан Пелаес и Беатрис Агире. През същата година режисира теленовелата Приключения във времето, продуцирана от Роси Окампо, с участието на Марибел Гуардия и Херардо Мургия. През същата година режисира заедно с Моника Мигел теленовелата Изворът, продуцирана от Карла Естрада, в която участват Адела Нориега, Маурисио Ислас, Даниела Ромо и Силвия Паскел. През 2002 г. режисира теленовелата Приятели в спасяването, продуцирана от Роси Окампо, с участието на Лаура Флорес, Франсиско Гаторно и Сесилия Габриела. Всички теленовели, в които участва като актриса и режисьор, са произведени за компания Телевиса.
През 1999 г. режисьорът Алехандро Гонсалес Иняриту я избира за ролята на майката на героя на Гаел Гарсия Бернал в Любовта е кучка, който е номиниран за Оскар за най-добър чуждоезичен филм. През 2006 г. тя си сътрудничи отново с Иняриту във Вавилон (2006), за който получава номинация за Оскар за най-добра поддържаща женска роля.
Бараса е известна в Мексико като „Учителката Бараса“ от партньорството си с мексиканския режисьор Серхио Хименес, известен като „Учителя“. Те създават уоркшоп за актьори в мексиканската столица, преподавайки и развивайки своя собствена версия на актьорския метод. Бараса започва кариерата си като режисьор на епизоди от теленовели, актьорите в които тя също обучава.
Тя управлява собствена школа по актьорско майсторство, разположена в Маями, Флорида, с името „Черната кутия на Адриана Бараса“. Сред инструкторите в школата са нейният съпруг Арналдо и дъщеря ѝ Каролина.
Бараса участва в американските филми Хенри Пул е тук (2008), Отведи ме в ада (2009) и И настъпи мрак (2010). Тя има повтаряща се роля в телевизионния сериал на Еф Екс Заразата.
Адриана Бараса е учител по актьорско майсторство и е работила с актьори за редица филми и телевизионни предавания, включително американския филм Спенглиш. Тя работи за Телемундо като учител по актьорско майсторство, преподавайки правоговор на актьори и актриси от цяла Латинска Америка, придавайки им по-мексикански привкус, подходящ за ролите им.

## Личен живот
Адриана Бараса забременява на 18-годишна възраст с дъщеря си, актрисата Каролина Валсана (р. 1975). Бащата на дъщеря ѝ не е известен, тъй като я е изоставил. Първият ѝ съпруг е Карлос Валсана, за когото се омъжва през 1978 г. и той осиновява дъщеря ѝ и ѝ дава своето име. Вторият ѝ съпруг е Арналдо Пипке. Адриана Бараса завършва актьорско майсторство в Автономния университет на Чиуауа.

## Филмография

### Актриса

#### Кино
- Синия бръмбар (2023) – Нана Рейес
- El último vagón (2023) – Госпожа Хеорхина
- Моника (2022) – Летисия
- Коати (2021) – Амая (глас)
- Дора и градът на златото (2019) – Баба Валери
- Рамбо: Последна кръв (2019) – Мария Белтран
- Todo lo demás (2016) – Флор
- Broken Doll (2016) – Дороти Алварес
- Yefon (2015) – Джилиам Паркман
- Cásate conmigo (2015) – Арасели
- Los 33 (2015) – Марта
- Wild Horses (2015) – Госпожа Дейвис
- Исус. Син на Бога (2014) – Мария (глас за латиноамериканския дублаж)
- Cake (2014) – Силвана
- Night Has Settled (2014) – Аида
- El secreto del medallón de jade (2013) – Корнелия (глас)
- Guten Tag, Ramón (2013) – Есперанса
- Mariachi Gringo (2012) – Магдалена
- El cartel (2011) – Баба Исабел
- Тор: Богът на гръмотевиците (2011) – Исабела Мартинес (изтрити сцени)
- From Prada to Nada (2011) – Аурелия Хименес
- And Soon the Darkness (2010) – Роса Мария
- Te presento a Laura (2010) – Кончита
- Burning Palms (2010) – Луиса Алварес
- Cerro Bayo (2010) – Марта
- Sucedió un día (2010) – Майката
- Revolución (2010) – Чайо
- Tres piezas de amor en un fin de semana (2009) – София
- Отведи ме в ада (2009) – Шаун Сан Дена
- Rage (2009) – Анита де лос Анхелес
- Henry Poole is here (2008) – Есперанса Мартинес
- ... Y solo humo (2007) – Тоня
- Вавилон (2006) – Амелия
- La segunda noche (2001) – Консуело
- Amores perros (2000) – Майката на Октавио
- La paloma de Marsella (1999)
- La primera noche (1998) – Майката на Бруно
- Las cosas simples (1993)

#### Телевизия
- Дневникът на един жиголо (2022) – Мину Ариас
- El recluso (2018) – Гуадалупе вдовица де Мендоса
- Al otro lado del muro (2018) – Кармен Росалес вдовица де Ромеро
- Бедната Силвана (2015-2016) – Тринидад Алтамирано де Ривапаласиос
- Dueños del paraíso (2015) – Ирене вдовица де Медрано
- Заразата (2014-2015) – Гуадалупе Елисалде (пет епизода)
- Кападокия (2012) – Силвия Ислас (пет епизода)
- От местопрестъплението: Маями (2008) – Кармен Делко (един епизод)
- Tiempo final (2008)
- Спешно отделение (2007) – Долорес Саласар (един епизод)
- Клас 406 (2002-2003) – Мабел
- Жени, случаи от реалния живот (1985-2003) – Лупе (осем епизода)
- Лудо влюбени (2000) – Соледад Ретана
- Живея заради Елена (1998) – Илда
- Някога ще имаме криле (1997) – Клара Домингес
- Вината (1996) – Социалната работничка
- Гълъб (1995) – Майка Клара
- Със същото лице (1995) – Елвира
- Империя от кристал (1994-1995) – Флора

### Режисьор
- Приятели в спасяването (2002)
- Изворът (2001)
- Приключения във времето (2001)
- Лудо влюбени (2000)
- Втора част на Есперанса (1999)